# Kiełbasa czabajska

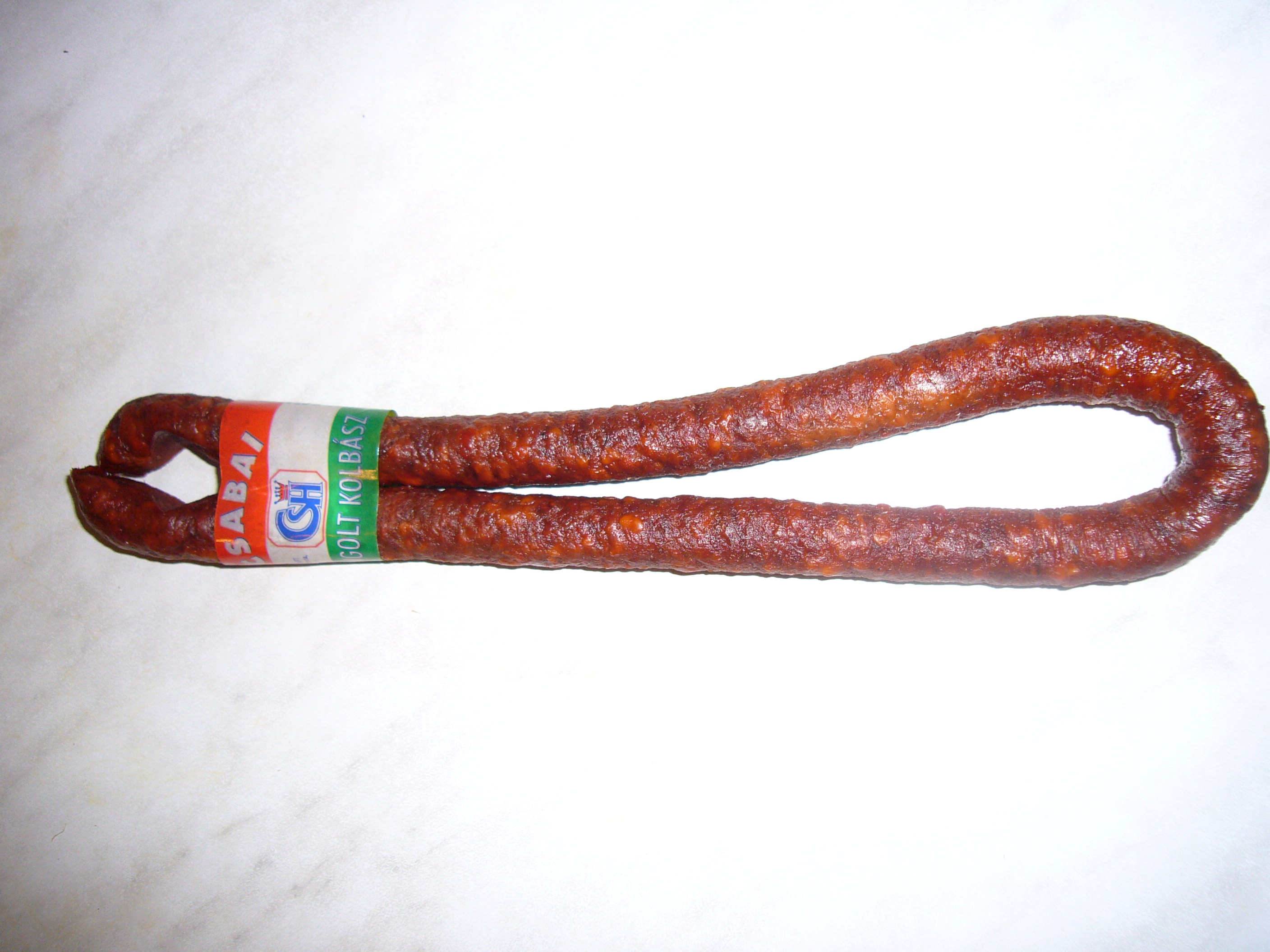
Kiełbasa czabajska

Kiełbasa czabajska, czabajka (węg. csabai kolbász lub csabai vastagkolbász, czes. i słow. Čabajská klobása lub čabajka) – to powstająca z określonych surowców, mocno przyprawiona papryką kiełbasa, a jako produkt regionalny może być produkowana tylko w okolicach miast Békéscsaba i Gyula na Węgrzech. Do jej wyrobu w żadnym wypadku nie należy używać pieprzu. Kiełbasa czabajska jest znanym w świecie hungarikum, chronionym w Unii Europejskiej oznaczeniem geograficznym, typowym wyrobem chałupniczym, pochodzącym z Békéscsaby i jej okolic. Jest znana zarówno na Węgrzech, jak i za granicą, co pozwala przyciągnąć wielu gości na corocznie organizowany, poświęcony jej Csabai kolbászfesztivál (Czabajski festiwal kiełbasy).

## Historia

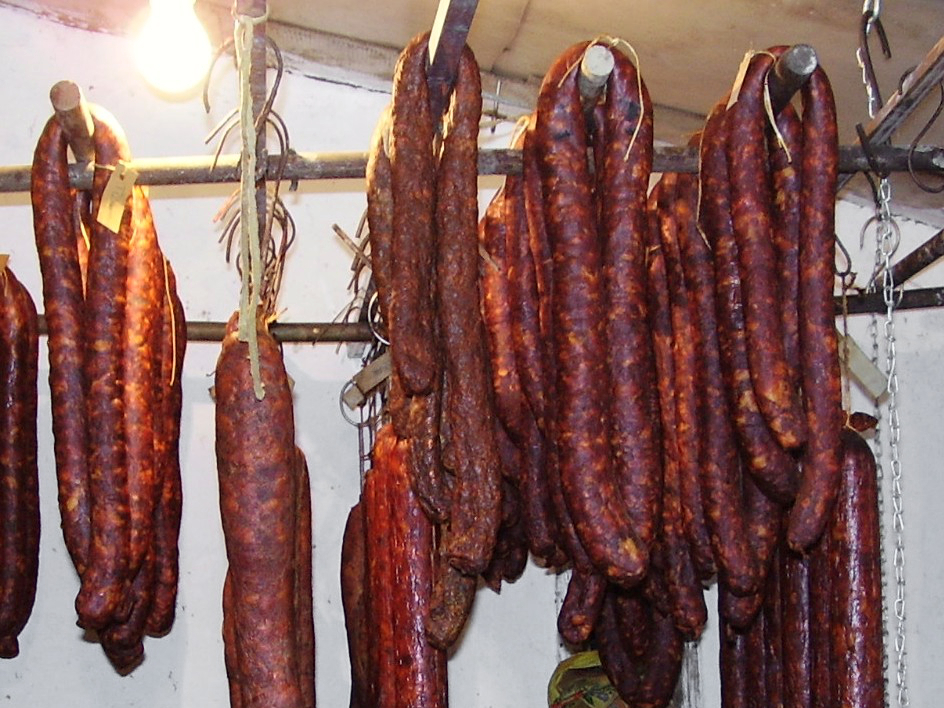
Czabajskie kiełbasy w spiżarni

Czabajska kiełbasa nie ma zbyt długiej historii, ponieważ pojawiła się dopiero w latach 90 XIX w. Do tego czasu miejscowa ludność hodowała tak małą ilość świń, że nie wystarczała nawet na tradycyjne świniobicie. Dopiero w pierwszych latach XX w. spotykamy się jej opisem. Aby stała się znana, konieczne byłe sprzyjające warunki do hodowli i zwyczaje żyjących tu węgierskich i słowackich chłopów. Po I wojnie światowej otworzyły się nowe możliwości wraz z upowszechnieniem hodowli nowych ras świń zamiast prawie wyłącznie dotychczas  hodowanej rasy mangalica. W okresie międzywojennym czabajka zdobyła popularność na rynku węgierskim.
Po II wojnie światowej i nacjonalizacji produkcja była kontynuowana, ale już nie w warunkach chałupniczych, a przemysłowych. W latach 50 XX w. zaczęto w Orosháza produkcję tzw. Csabai csipős (Czabajskiej ostrej), którą w latach 60 i 70 rozszerzono na zakłady w Békéscsabie i Gyuli, a potem w Budapeszcie. Tym niemniej ludność w okolicach miasta i przyległych wsiach nadal wyrabiała ją w warunkach domowych. W latach 90 XX w. jej popularność odżyła, a od utworzenia w 1998 r. Csabai Kolbászklub (Czabajskiego klubu kiełbasy) corocznie urządzany jest  festiwal kiełbasy, mający duże znaczenie dla pielęgnacji tradycji oraz marketingu. Z czasem stał się jednym z najpopularniejszych wydarzeń gastronomicznych na Węgrzech.

## Prawna ochrona oznaczeń geograficznych
Słowa Csaba | Csabai | Csabaer zostały zarejestrowane w 600 międzynarodowych rejestrach w wielu krajach na podstawie Traktatu Lizbońskiego mówiącego o ochronie pochodzenia. W Iranie, oczywiście z powodów religijnych, nie ma takiej ochrony. W 2010 r. Unia Europejska uznała kiełbasę czabajską za wyrób chroniony oznaczeniem geograficznym, w związku z czym jej nazwa lub oznaczenie geograficzne nie może już być przez nikogo używane.

## Kryteria, charakterystyka

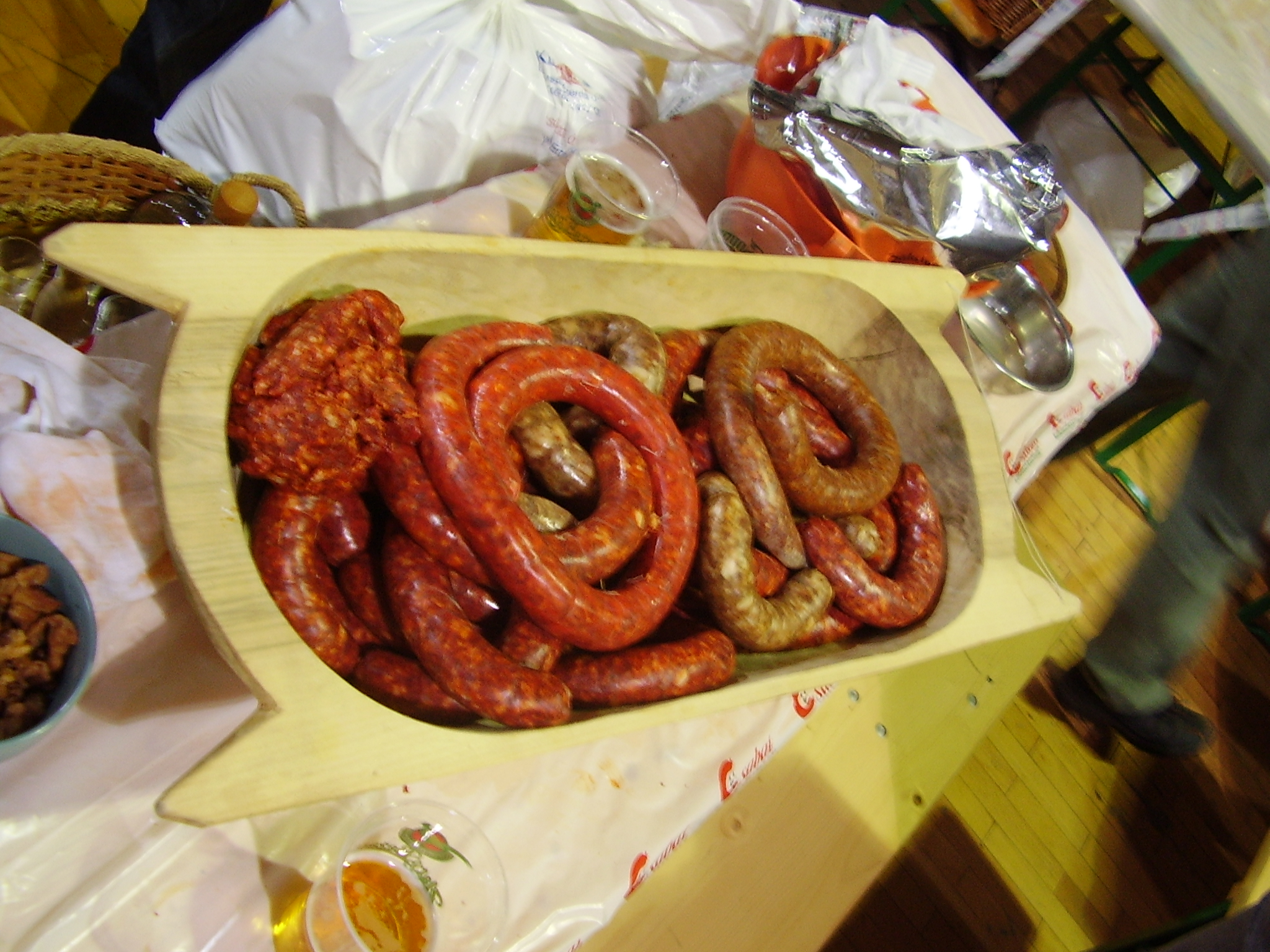
Czabajska kiełbasa i kaszanka na festiwalu

Zgodnie z urzędową ochroną tylko kiełbasa wyrabiana w okolicy Gyuli i Békéscsaby może być określana marką "Csabai". Ogólnie tym różni się od wielu kiełbas produkowanych na Węgrzech, że dodaje się do niej więcej papryki i specjalnie wędzi.  Papryka jest na tyle istotnym składnikiem, że choć dodaje się też soli, kminku i czosnku, to żadna z tych przypraw nie przeważa nad papryką. Używa się nie tylko papryki ostrej, ale również słodkiej, aby uzyskać piękny kolor.
By powstała kiełbasa czabajska:
- musi być wyprodukowana z wieprzowiny, pochodzącej ze świń utuczonych do co najmniej 135 kg
- należy dodać mięso ze wszystkich części zwierzęcia, ze szczególnym uwzględnieniem boczku
- jako osłonek należy używać tylko świńskich jelit
- należy dodawać dużo papryki
- należy ją odpowiednio wędzić

Kiełbasa czabajska jest koloru czerwonobrązowego. Jej średnica wynosi 4–5 cm, a długość 45–50 cm, lecz nie jest to zawsze obowiązujący wymiar. Wyrabiane są również pary kiełbas o mniejszym rozmiarze, o średnicy 3,5–3,8 cm i długości 25 cm. Po suszeniu i wędzeniu powierzchnia wyrobu jest sucha w dotyku. Przekrój jest charakterystycznie czerwony z dobrze widocznymi cząstkami mięsa i słoniny.
Mieszkańcy wiosek powstałych w okolicach miasta (Kétsoprony, Ambrózfalva, Medgyesegyháza) wytwarzają bardzo podobny do czabajki rodzaj kiełbasy, który jednak prawnie nie kwalifikuje się do miana kiełbasy czabajskiej, ponieważ nie powstaje na obszarze administracyjnym obu miast. Proces wytwarzania jest taki sam, ponieważ używane surowce i metoda wyrobu są identyczne.

## Przepis
Do wyprodukowania 100 kg gotowego wyrobu używa się zwykle 135-140 kg mieszanego mięsa wieprzowego i boczku. Do przyprawienia używa się na 10 kg mięsa: 20 dag słodkiej mielonej papryki, 5 dag ostrej mielonej papryki, 24 dag soli, 3 dag drobno posiekanego czosnku i 2 dag całych ziaren kminku.